# Abū-Sa'īd Abul-Khair

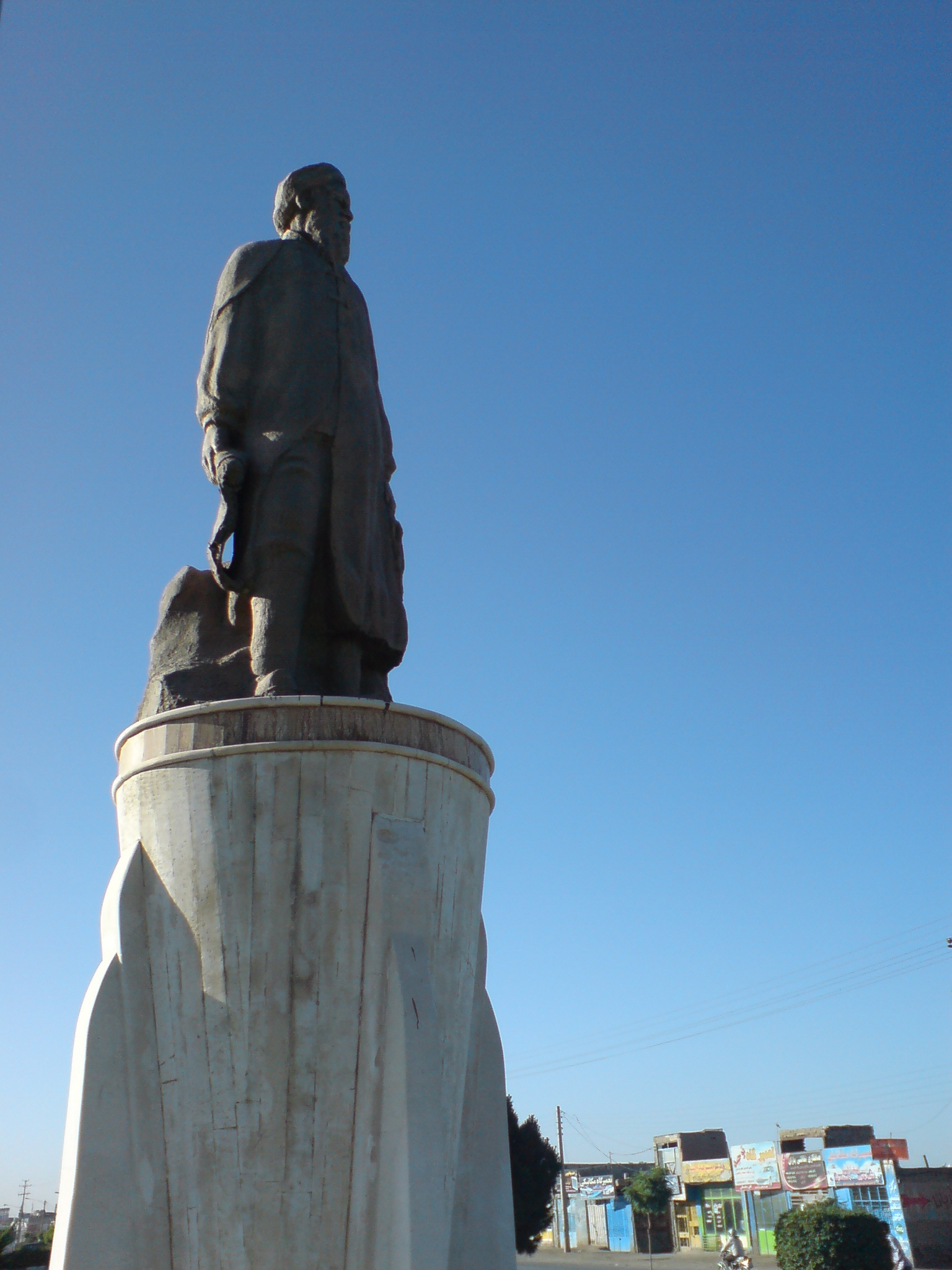

Abū-Sa'īd Abul-Khair (altă formă: Abū Sa'īd ben Abi'l Kair Fazlollāh) (n. 7 decembrie 967 - d. 12 ianuarie 1049) a fost poet persan.

## Opera
Lirica sa a fost influențată de sufism sau de mistica islamică și neoplatonism.
Sunt remarcabile frumusețea interioară a versului și profunzimea sentimentelor exprimate.